# Eschweilera neblinensis
Eschweilera neblinensis là một loài thực vật có hoa trong họ Lecythidaceae. Loài này được S.A.Mori mô tả khoa học đầu tiên năm 1990.